# Vedasjön, Ångermanland
Vedasjön är en sjö i Kramfors kommun i Ångermanland och ingår i Nätraån-Ångermanälvens kustområde. Sjön har en area på 0,558 kvadratkilometer och ligger 22,4 meter över havet. Sjön avvattnas av vattendraget Sundströmmen.

## Delavrinningsområde
Vedasjön ingår i det delavrinningsområde (698614-162440) som SMHI kallar för Inloppet i Högforstjärnen. Medelhöjden är 90 meter över havet och ytan är 10,74 kvadratkilometer. Det finns inga avrinningsområden uppströms utan avrinningsområdet är högsta punkten. Avrinningsområdets utflöde Sundströmmen mynnar i havet. Avrinningsområdet består mestadels av skog (68 procent). Avrinningsområdet har 0,95 kvadratkilometer vattenytor vilket ger det en sjöprocent på 8,8 procent.

## Avbildning på Stockholms centralstation
Vid om ombyggnaden av Stockholms centralstation 1927 och tillkomsten av den nya Centrahallen utfördes på den östra sidan av vänthallen åtta väggmålningar med olika landskapsmotiv från Sverige. De är skapade av konstnärerna John Ericsson och Natan Johansson. Vedasjön är motivet på den andra målningen från norr. 

## Bilder

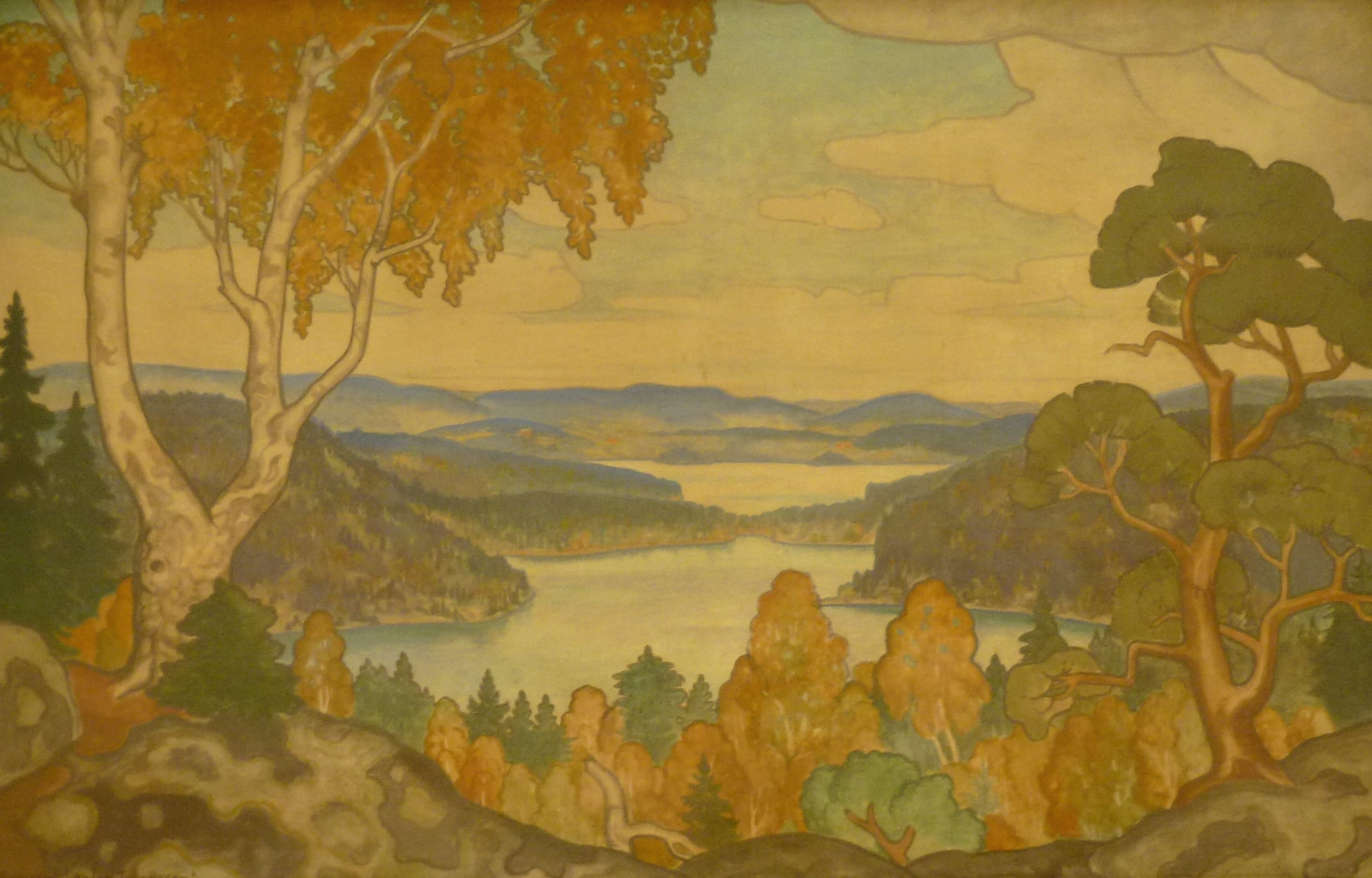
Målning i Stockholms centralstation från 1927, signerad Natan Johansson och John Ericsson.